# 上閉伊郡

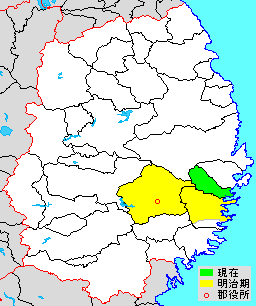
岩手県上閉伊郡の範囲（緑：大槌町）

上閉伊郡（かみへいぐん）は、岩手県の郡。
人口10,006人、面積200.42km²、人口密度49.9人/km²。（2025年2月1日、推計人口）
以下の1町を含む。
- 大槌町（おおつちちょう）

## 郡域
明治30年（1897年）に行政区画として発足した当時の郡域は、上記1町のほか、概ね以下の区域にあたる。
- 遠野市の全域
- 釜石市の大部分（唐丹町を除く）

## 歴史

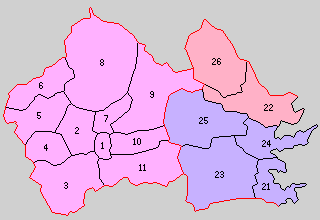
1.遠野町 2.綾織村 3.小友村 4.鱒沢村 5.宮守村 6.達曽部村 7.松崎村 8.附馬牛村 9.土淵村 10.青笹村 11.上郷村 21.釜石町 22.大槌町 23.甲子村 24.鵜住居村 25.栗橋村 26.金沢村（桃：遠野市 紫：釜石市 赤：大槌町）

- 明治30年（1897年）4月1日 - 郡制施行により、西閉伊郡と南閉伊郡の区域をもって上閉伊郡が発足。郡役所が遠野町に設置。以下の町村が所属。（3町14村）
  - 旧・西閉伊郡（1町10村） - 遠野町、綾織村、小友村、鱒沢村、宮守村、達曽部村、松崎村、附馬牛村、土淵村、青笹村、上郷村（現・遠野市）
  - 旧・南閉伊郡（2町4村） - 釜石町（現・釜石市）、大槌町（現存）、甲子村、鵜住居村、栗橋村（現・釜石市）、金沢村（現・大槌町）
- 大正12年（1923年）4月1日 - 郡会が廃止。郡役所は存続。
- 大正15年（1926年）7月1日 - 郡役所を廃止。以降は地域区分名称となる。
- 昭和12年（1937年）5月5日 - 釜石町が市制施行して釜石市となり、郡より離脱。（2町14村）
- 昭和17年（1942年）7月1日 - 「上閉伊地方事務所」が遠野町に設置され、本郡を管轄。
- 昭和29年（1954年）12月1日 - 遠野町・青笹村・綾織村・小友村・上郷村・附馬牛村・土淵村・松崎村が合併して遠野市が発足し、郡より離脱。（1町7村）
- 昭和30年（1955年）
  - 2月11日 - 宮守村・達曽部村・鱒沢村が合併し、改めて宮守村が発足。（1町5村）
  - 4月1日（1町1村）
    - 鵜住居村・甲子村・栗橋村が釜石市・気仙郡唐丹村と合併し、改めて釜石市が発足、郡より離脱。
    - 大槌町・金沢村が合併し、改めて大槌町が発足。
- 平成17年（2005年）10月1日 - 宮守村が遠野市と合併し、改めて遠野市が発足、郡より離脱。（1町）

### 変遷表
| 明治以前       | 明治初年 - 明治11年 | 所 属 郡    | 明治11年 郡区町村 編制法施行 閉伊郡分割 | 明治22年 4月1日 町村制施行 | 明治29年 4月1日 上閉伊郡 発足 | 明治29年 - 大正15年 | 昭和元年 - 昭和20年        | 昭和21年 - 昭和64年    | 平成元年 - 現在        | 現在   |
| -------------- | ------------------- | ----------- | --------------------------------------- | -------------------------- | ----------------------------- | ------------------- | -------------------------- | ---------------------- | ---------------------- | ------ |
| 横田村         | 横田村              | 西 閉 伊 郡 | 横田村                                  | 遠野町                     | 遠野町                        | 遠野町              | 遠野町                     | 昭和29年12月1日 遠野市 | 平成17年10月1日 遠野市 | 遠野市 |
| 青笹村         | 青笹村              | 西 閉 伊 郡 | 青笹村                                  | 青笹村                     | 青笹村                        | 青笹村              | 青笹村                     | 昭和29年12月1日 遠野市 | 平成17年10月1日 遠野市 | 遠野市 |
| 中沢村         | 中沢村              | 西 閉 伊 郡 | 中沢村                                  | 青笹村                     | 青笹村                        | 青笹村              | 青笹村                     | 昭和29年12月1日 遠野市 | 平成17年10月1日 遠野市 | 遠野市 |
| 糠前村         | 糠前村              | 西 閉 伊 郡 | 糠前村                                  | 青笹村                     | 青笹村                        | 青笹村              | 青笹村                     | 昭和29年12月1日 遠野市 | 平成17年10月1日 遠野市 | 遠野市 |
| 上綾織村       | 上綾織村            | 西 閉 伊 郡 | 上綾織村                                | 綾織村                     | 綾織村                        | 綾織村              | 綾織村                     | 昭和29年12月1日 遠野市 | 平成17年10月1日 遠野市 | 遠野市 |
| 下綾織村       | 下綾織村            | 西 閉 伊 郡 | 下綾織村                                | 綾織村                     | 綾織村                        | 綾織村              | 綾織村                     | 昭和29年12月1日 遠野市 | 平成17年10月1日 遠野市 | 遠野市 |
| 釜石村         | 釜石村              | 西 閉 伊 郡 | 釜石村                                  | 綾織村                     | 綾織村                        | 綾織村              | 綾織村                     | 昭和29年12月1日 遠野市 | 平成17年10月1日 遠野市 | 遠野市 |
| 新里村         | 新里村              | 西 閉 伊 郡 | 新里村                                  | 綾織村                     | 綾織村                        | 綾織村              | 綾織村                     | 昭和29年12月1日 遠野市 | 平成17年10月1日 遠野市 | 遠野市 |
| 鵢崎村         | 鵢崎村              | 西 閉 伊 郡 | 鵢崎村                                  | 綾織村                     | 綾織村                        | 綾織村              | 綾織村                     | 昭和29年12月1日 遠野市 | 平成17年10月1日 遠野市 | 遠野市 |
| 小友村         | 小友村              | 西 閉 伊 郡 | 小友村                                  | 小友村                     | 小友村                        | 小友村              | 小友村                     | 昭和29年12月1日 遠野市 | 平成17年10月1日 遠野市 | 遠野市 |
| 板沢村         | 板沢村              | 西 閉 伊 郡 | 板沢村                                  | 上郷村                     | 上郷村                        | 上郷村              | 上郷村                     | 昭和29年12月1日 遠野市 | 平成17年10月1日 遠野市 | 遠野市 |
| 佐比内村       | 佐比内村            | 西 閉 伊 郡 | 佐比内村                                | 上郷村                     | 上郷村                        | 上郷村              | 上郷村                     | 昭和29年12月1日 遠野市 | 平成17年10月1日 遠野市 | 遠野市 |
| 平倉村         | 平倉村              | 西 閉 伊 郡 | 平倉村                                  | 上郷村                     | 上郷村                        | 上郷村              | 上郷村                     | 昭和29年12月1日 遠野市 | 平成17年10月1日 遠野市 | 遠野市 |
| 平野原村       | 平野原村            | 西 閉 伊 郡 | 平野原村                                | 上郷村                     | 上郷村                        | 上郷村              | 上郷村                     | 昭和29年12月1日 遠野市 | 平成17年10月1日 遠野市 | 遠野市 |
| 細越村         | 細越村              | 西 閉 伊 郡 | 細越村                                  | 上郷村                     | 上郷村                        | 上郷村              | 上郷村                     | 昭和29年12月1日 遠野市 | 平成17年10月1日 遠野市 | 遠野市 |
| 来内村         | 来内村              | 西 閉 伊 郡 | 来内村                                  | 上郷村                     | 上郷村                        | 上郷村              | 上郷村                     | 昭和29年12月1日 遠野市 | 平成17年10月1日 遠野市 | 遠野市 |
| 上附馬牛村     | 上附馬牛村          | 西 閉 伊 郡 | 上附馬牛村                              | 附馬牛村                   | 附馬牛村                      | 附馬牛村            | 附馬牛村                   | 昭和29年12月1日 遠野市 | 平成17年10月1日 遠野市 | 遠野市 |
| 下附馬牛村     | 下附馬牛村          | 西 閉 伊 郡 | 下附馬牛村                              | 附馬牛村                   | 附馬牛村                      | 附馬牛村            | 附馬牛村                   | 昭和29年12月1日 遠野市 | 平成17年10月1日 遠野市 | 遠野市 |
| 安居台村       | 安居台村            | 西 閉 伊 郡 | 安居台村                                | 附馬牛村                   | 附馬牛村                      | 附馬牛村            | 附馬牛村                   | 昭和29年12月1日 遠野市 | 平成17年10月1日 遠野市 | 遠野市 |
| 東禅寺村       | 東禅寺村            | 西 閉 伊 郡 | 東禅寺村                                | 附馬牛村                   | 附馬牛村                      | 附馬牛村            | 附馬牛村                   | 昭和29年12月1日 遠野市 | 平成17年10月1日 遠野市 | 遠野市 |
| 土淵村         | 明治6年 土淵村      | 西 閉 伊 郡 | 土淵村                                  | 土淵村                     | 土淵村                        | 土淵村              | 土淵村                     | 昭和29年12月1日 遠野市 | 平成17年10月1日 遠野市 | 遠野市 |
| 五日市村       | 明治6年 土淵村      | 西 閉 伊 郡 | 土淵村                                  | 土淵村                     | 土淵村                        | 土淵村              | 土淵村                     | 昭和29年12月1日 遠野市 | 平成17年10月1日 遠野市 | 遠野市 |
| 本宿村         | 明治6年 土淵村      | 西 閉 伊 郡 | 土淵村                                  | 土淵村                     | 土淵村                        | 土淵村              | 土淵村                     | 昭和29年12月1日 遠野市 | 平成17年10月1日 遠野市 | 遠野市 |
| 飯豊村         | 明治6年 飯豊村      | 西 閉 伊 郡 | 飯豊村                                  | 土淵村                     | 土淵村                        | 土淵村              | 土淵村                     | 昭和29年12月1日 遠野市 | 平成17年10月1日 遠野市 | 遠野市 |
| 宮沢村         | 明治6年 飯豊村      | 西 閉 伊 郡 | 飯豊村                                  | 土淵村                     | 土淵村                        | 土淵村              | 土淵村                     | 昭和29年12月1日 遠野市 | 平成17年10月1日 遠野市 | 遠野市 |
| 柏崎村         | 明治6年 柏崎村      | 西 閉 伊 郡 | 柏崎村                                  | 土淵村                     | 土淵村                        | 土淵村              | 土淵村                     | 昭和29年12月1日 遠野市 | 平成17年10月1日 遠野市 | 遠野市 |
| 片岸村         | 明治6年 柏崎村      | 西 閉 伊 郡 | 柏崎村                                  | 土淵村                     | 土淵村                        | 土淵村              | 土淵村                     | 昭和29年12月1日 遠野市 | 平成17年10月1日 遠野市 | 遠野市 |
| 須崎村         | 明治6年 柏崎村      | 西 閉 伊 郡 | 柏崎村                                  | 土淵村                     | 土淵村                        | 土淵村              | 土淵村                     | 昭和29年12月1日 遠野市 | 平成17年10月1日 遠野市 | 遠野市 |
| 久手村         | 明治6年 柏崎村      | 西 閉 伊 郡 | 柏崎村                                  | 土淵村                     | 土淵村                        | 土淵村              | 土淵村                     | 昭和29年12月1日 遠野市 | 平成17年10月1日 遠野市 | 遠野市 |
| 栃内村         | 栃内村              | 西 閉 伊 郡 | 栃内村                                  | 土淵村                     | 土淵村                        | 土淵村              | 土淵村                     | 昭和29年12月1日 遠野市 | 平成17年10月1日 遠野市 | 遠野市 |
| 山口村         | 明治6年 山口村      | 西 閉 伊 郡 | 山口村                                  | 土淵村                     | 土淵村                        | 土淵村              | 土淵村                     | 昭和29年12月1日 遠野市 | 平成17年10月1日 遠野市 | 遠野市 |
| 高室村         | 明治6年 山口村      | 西 閉 伊 郡 | 山口村                                  | 土淵村                     | 土淵村                        | 土淵村              | 土淵村                     | 昭和29年12月1日 遠野市 | 平成17年10月1日 遠野市 | 遠野市 |
| 松崎村         | 松崎村              | 西 閉 伊 郡 | 松崎村                                  | 松崎村                     | 松崎村                        | 松崎村              | 松崎村                     | 昭和29年12月1日 遠野市 | 平成17年10月1日 遠野市 | 遠野市 |
| 駒木村         | 駒木村              | 西 閉 伊 郡 | 駒木村                                  | 松崎村                     | 松崎村                        | 松崎村              | 松崎村                     | 昭和29年12月1日 遠野市 | 平成17年10月1日 遠野市 | 遠野市 |
| 光興寺村       | 明治6年 光興寺村    | 西 閉 伊 郡 | 光興寺村                                | 松崎村                     | 松崎村                        | 松崎村              | 松崎村                     | 昭和29年12月1日 遠野市 | 平成17年10月1日 遠野市 | 遠野市 |
| 畑中村         | 明治6年 光興寺村    | 西 閉 伊 郡 | 光興寺村                                | 松崎村                     | 松崎村                        | 松崎村              | 松崎村                     | 昭和29年12月1日 遠野市 | 平成17年10月1日 遠野市 | 遠野市 |
| 明治6年 白岩村 | 白岩村              | 西 閉 伊 郡 |                                         | 松崎村                     | 松崎村                        | 松崎村              | 松崎村                     | 昭和29年12月1日 遠野市 | 平成17年10月1日 遠野市 | 遠野市 |
| 明治6年 白岩村 | 白岩村              | 西 閉 伊 郡 | 白岩村                                  | 松崎村                     | 松崎村                        | 松崎村              | 松崎村                     | 昭和29年12月1日 遠野市 | 平成17年10月1日 遠野市 | 遠野市 |
| 明治6年 白岩村 | 白岩村              | 西 閉 伊 郡 | 小平村                                  | 松崎村                     | 松崎村                        | 松崎村              | 松崎村                     | 昭和29年12月1日 遠野市 | 平成17年10月1日 遠野市 | 遠野市 |
| 明治6年 白岩村 | 白岩村              | 西 閉 伊 郡 | 羽根通村                                | 松崎村                     | 松崎村                        | 松崎村              | 松崎村                     | 昭和29年12月1日 遠野市 | 平成17年10月1日 遠野市 | 遠野市 |
| 上宮守村       | 上宮守村            | 西 閉 伊 郡 | 上宮守村                                | 宮守村                     | 宮守村                        | 宮守村              | 宮守村                     | 昭和30年2月11日 宮守村 | 平成17年10月1日 遠野市 | 遠野市 |
| 下宮守村       | 下宮守村            | 西 閉 伊 郡 | 下宮守村                                | 宮守村                     | 宮守村                        | 宮守村              | 宮守村                     | 昭和30年2月11日 宮守村 | 平成17年10月1日 遠野市 | 遠野市 |
| 達曽部村       | 達曽部村            | 西 閉 伊 郡 | 達曽部村                                | 達曽部村                   | 達曽部村                      | 達曽部村            | 達曽部村                   | 昭和30年2月11日 宮守村 | 平成17年10月1日 遠野市 | 遠野市 |
| 上鱒沢村       | 上鱒沢村            | 西 閉 伊 郡 | 上鱒沢村                                | 鱒沢村                     | 鱒沢村                        | 鱒沢村              | 鱒沢村                     | 昭和30年2月11日 宮守村 | 平成17年10月1日 遠野市 | 遠野市 |
| 下鱒沢村       | 下鱒沢村            | 西 閉 伊 郡 | 下鱒沢村                                | 鱒沢村                     | 鱒沢村                        | 鱒沢村              | 鱒沢村                     | 昭和30年2月11日 宮守村 | 平成17年10月1日 遠野市 | 遠野市 |
| 釜石村         | 釜石村              | 南 閉 伊 郡 | 釜石村                                  | 釜石町                     | 釜石町                        | 釜石町              | 昭和12年5月5日 市制 釜石市 | 昭和30年4月1日 釜石市  | 釜石市                 | 釜石市 |
| 平田村         | 平田村              | 南 閉 伊 郡 | 平田村                                  | 釜石町                     | 釜石町                        | 釜石町              | 昭和12年5月5日 市制 釜石市 | 昭和30年4月1日 釜石市  | 釜石市                 | 釜石市 |
| 鵜住居村       | 鵜住居村            | 南 閉 伊 郡 | 鵜住居村                                | 鵜住居村                   | 鵜住居村                      | 鵜住居村            | 鵜住居村                   | 昭和30年4月1日 釜石市  | 釜石市                 | 釜石市 |
| 片岸村         | 片岸村              | 南 閉 伊 郡 | 片岸村                                  | 鵜住居村                   | 鵜住居村                      | 鵜住居村            | 鵜住居村                   | 昭和30年4月1日 釜石市  | 釜石市                 | 釜石市 |
| 箱崎村         | 箱崎村              | 南 閉 伊 郡 | 箱崎村                                  | 鵜住居村                   | 鵜住居村                      | 鵜住居村            | 鵜住居村                   | 昭和30年4月1日 釜石市  | 釜石市                 | 釜石市 |
| 両石村         | 両石村              | 南 閉 伊 郡 | 両石村                                  | 鵜住居村                   | 鵜住居村                      | 鵜住居村            | 鵜住居村                   | 昭和30年4月1日 釜石市  | 釜石市                 | 釜石市 |
| 甲子村         | 甲子村              | 南 閉 伊 郡 | 甲子村                                  | 甲子村                     | 甲子村                        | 甲子村              | 甲子村                     | 昭和30年4月1日 釜石市  | 釜石市                 | 釜石市 |
| 栗林村         | 栗林村              | 南 閉 伊 郡 | 栗林村                                  | 栗橋村                     | 栗橋村                        | 栗橋村              | 栗橋村                     | 昭和30年4月1日 釜石市  | 釜石市                 | 釜石市 |
| 橋野村         | 橋野村              | 南 閉 伊 郡 | 橋野村                                  | 栗橋村                     | 栗橋村                        | 栗橋村              | 栗橋村                     | 昭和30年4月1日 釜石市  | 釜石市                 | 釜石市 |
| 大槌村         | 大槌村              | 南 閉 伊 郡 | 大槌村                                  | 大槌町                     | 大槌町                        | 大槌町              | 大槌町                     | 昭和30年4月1日 大槌町  | 大槌町                 | 大槌町 |
| 小槌村         | 小槌村              | 南 閉 伊 郡 | 小槌村                                  | 大槌町                     | 大槌町                        | 大槌町              | 大槌町                     | 昭和30年4月1日 大槌町  | 大槌町                 | 大槌町 |
| 吉里吉里村     | 吉里吉里村          | 南 閉 伊 郡 | 吉里吉里村                              | 大槌町                     | 大槌町                        | 大槌町              | 大槌町                     | 昭和30年4月1日 大槌町  | 大槌町                 | 大槌町 |
| 金沢村         | 金沢村              | 南 閉 伊 郡 | 金沢村                                  | 金沢村                     | 金沢村                        | 金沢村              | 金沢村                     | 昭和30年4月1日 大槌町  | 大槌町                 | 大槌町 |